# Twierdzenie Winogradowa
Twierdzenie Winogradowa to wynik z zakresu analitycznej teorii liczb odpowiadający na pytanie, na ile sposobów każdą dostatecznie dużą liczbę nieparzystą można przedstawić jako sumę trzech liczb pierwszych. Prostym wnioskiem płynącym z twierdzenia jest fakt, że każda dostatecznie duża liczba nieparzysta spełnia słabą hipotezę Goldbacha.
Treść twierdzenia oraz dowód zostały sformułowane po raz pierwszy przez Iwana Winogradowa w 1937 r. Hardy i Littlewood udowodnili wcześniej, że twierdzenie jest wnioskiem z uogólnionej hipotezy Riemanna, Winogradow wykazał je bezwarunkowo.

## Treść twierdzenia
Niech {\displaystyle A>0} będzie pewną stałą. Zdefiniujmy
{\displaystyle r(N)=\sum _{k_{1}+k_{2}+k_{3}=N}\Lambda (k_{1})\Lambda (k_{2})\Lambda (k_{3}),}
gdzie {\displaystyle \Lambda } oznacza funkcję von Mangoldta. To znaczy, że {\displaystyle r(N)} sumuje liczbę sposobów przedstawienia {\displaystyle N} jako sumy trzech potęg liczb pierwszych o wykładnikach {\displaystyle \geqslant 1,} zmodyfikowanych o pewne wagi (wynikające z postaci funkcji {\displaystyle \Lambda }). Wówczas
{\displaystyle r(N)={\frac {1}{2}}G(N)N^{2}+O\left({\frac {N^{2}}{(\log n)^{A}}}\right),}
gdzie {\displaystyle O} oznacza notację dużego O, przy czym funkcja {\displaystyle G} może być przedstawiona w postaci iloczynu Eulera
{\displaystyle G(N)=\left(\prod _{p|N}\left(1-{\frac {1}{(p-1)^{2}}}\right)\right)\left(\prod _{p\not \mid N}\left(1+{\frac {1}{(p-1)^{3}}}\right)\right).}

## Wniosek
Ponieważ wartości {\displaystyle |G(N)|} dla {\displaystyle N} nieparzystych są ograniczone przez stałą, {\displaystyle r(N)>0} dla dostatecznie dużych nieparzystych {\displaystyle N.} Pokazując, że część {\displaystyle r(N),} w której sumujemy po potęgach liczb pierwszych o wykładnikach {\displaystyle >1} jest rzędu {\displaystyle O\left(N^{\frac {3}{2}}(\log N)^{2}\right),} możemy wykazać, że
{\displaystyle {\frac {N^{2}}{(\log N)^{3}}}\ll \left|\{(p_{1},p_{2},p_{3})\colon N=p_{1}+p_{2}+p_{3},\quad p_{1},p_{2},p_{3}\in \mathbb {P} \}\right|,}
gdzie {\displaystyle \ll } oznacza notację Winogradowa. W efekcie wnioskiem płynącym z twierdzenia Winogradowa jest słabsza wersja słabej hipotezy Goldbacha.

## Strategia dowodu
Winogradow swój dowód oparł przede wszystkim na metodzie łuków Hardy’ego-Littlewooda. Jednakże w odróżnieniu od szeregu potęgowego zastosowanego pierwotnie przez matematyków w kontekście problemu Waringa, Winogradow rozważa skończoną sumę eksponencjalną
{\displaystyle S(\alpha )=\sum _{k\leqslant N}\Lambda (k)e(k\alpha ),}
gdzie {\displaystyle e(x):=e^{2\pi ix},} {\displaystyle \Lambda } jest jak wyżej, a {\displaystyle N} jest pewną ustaloną stałą. Ponieważ interesują nas sumy postaci {\displaystyle \sum \Lambda (k_{1})\Lambda (k_{2})\Lambda (k_{3}),} podnosimy sumę do potęgi trzeciej,
{\displaystyle S(\alpha )^{3}=\sum _{n\leqslant 3N}\left(\sum _{\begin{array}{c}k_{1}+k_{2}+k_{3}=n\\k_{1},k_{2},k_{3}\leqslant N\end{array}}\Lambda (k_{1})\Lambda (k_{2})\Lambda (k_{3})\right)e(n\alpha ).}
Oznaczając powyższe współczynniki przez {\displaystyle r(n,N),} widzimy, że {\displaystyle r(n,N)=r(n)} dla {\displaystyle n\leqslant N.} Wystarczy zatem, że podamy oszacowanie na {\displaystyle r(n,N).}
Skoro {\displaystyle S(\alpha )^{3}} jest sumą trygonometryczną, jej współczynniki możemy wyrazić za pomocą całki
{\displaystyle r(n,N)=\int _{0}^{1}S(\alpha )^{3}e(-n\alpha )d\alpha .}
Stosując wspomnianą metodę łuków, przedział {\displaystyle [0,1]} dzielimy na duże łuki (zbiory liczb o dobrych przybliżeniach wymiernych) i mniejsze łuki (pozostałe). Jako {\displaystyle B>0} wybieramy pewną stałą, oznaczamy {\displaystyle P=(\log n)^{B}} i {\displaystyle Q={\frac {n}{P^{2}}}.} Dla liczb {\displaystyle (a,q)=1} definiujmy
{\displaystyle M(a,q)=\left\{\alpha \in [0,1]\colon \left|\alpha -{\frac {a}{q}}\right|\leqslant {\frac {1}{Q}}\right\}}
oraz
{\displaystyle M=\bigcup _{\begin{array}{c}(a,q)=1\\q\leqslant Q\end{array}}M(a,q)}
– zbiór ten nazywamy zbiorem dużych łuków. Zbiór {\displaystyle m=[0,1]\setminus M} nazywamy zbiorem mniejszych łuków. Stosując podział
{\displaystyle \int _{0}^{1}S(\alpha )^{3}e(-n\alpha )d\alpha =\int _{M}S(\alpha )^{3}e(-n\alpha )d\alpha +\int _{m}S(\alpha )^{3}e(-n\alpha )d\alpha }
możemy ostatecznie uzyskać postulowaną zależność dla {\displaystyle r(n,N).} Konkretnie, stosując m.in. twierdzenie Siegela-Walfisza, sumy Gaussa i sumy Ramanujana możemy uzyskać
{\displaystyle \int _{M}S(\alpha )^{3}e(-N\alpha )d\alpha ={\frac {1}{2}}G(N)N^{2}+O\left({\frac {N^{2}}{(\log N)^{B-1}}}\right),}
gdzie {\displaystyle G(N)} jest jak wyżej, oraz
{\displaystyle \int _{m}S(\alpha )^{3}e(-N\alpha )d\alpha =O\left({\frac {N^{2}}{(\log N)^{{\frac {B}{9}}-6}}}\right).}
W połączeniu, z obu powyższych zależności wynika treść twierdzenia.